# 橫流式水輪機

橫流式水輪機示意圖
①空氣洩流閥
②導向扇葉
③水輪機殼體（圖中所有灰色部分）
④轉輪
⑤可拆卸的後側外殼
⑥扇葉
⑦水流
⑧軸承

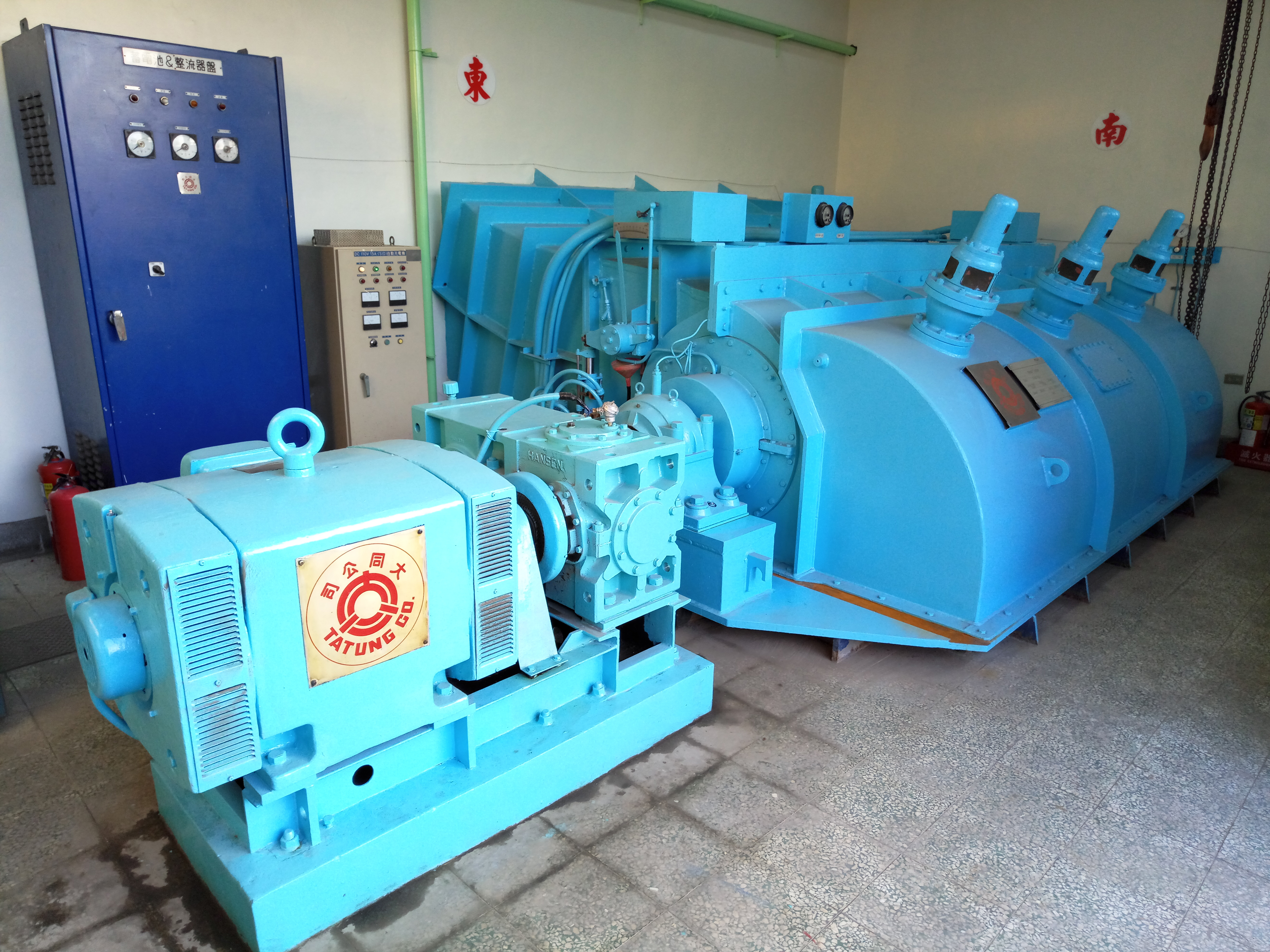
位於臺灣臺中市后里圳低落差示範電廠內，由大同公司製造的貫流式水輪發電機組

橫流式水輪機（英語：Cross-Flow Turbine）又稱為本吉式水輪機（英語：Bánki-Michell turbine）或是奥斯伯杰式水輪機（德語：Ossberger turbine）是由澳大利亞機械工程師安東尼·米歇爾，匈牙利工程師多納特本吉以及德國工程師弗里茨奥斯伯杰，所設計出的水輪機類型。米歇爾於1903年因為自身所設計的水輪發電機組而獲得專利，並長年任職於韋茅斯生產公司時，製造了許多以他自己設計專利為基礎的發電機組。奥斯伯杰的第一項專利認證在1933年獲得（"自由噴氣渦輪機" 1922年，帝國專利編號361593以及"橫流式水輪機" 1933年，帝國專利編號615445），並且，他將其設計的這種水輪機訂為標準產品。如今，奥斯伯杰透過成立公司來成為這種類型水輪機的領導製造商。
橫流式水輪機不像大多數流體為徑向或軸向流入的水輪機類型，而是流體直接通過水輪機的側面或是直接穿過水輪機扇葉。作為一種水車衍生類型，水流自水輪機的邊緣進入。後流入轉輪之中，然後流體會從水輪機的相反側離開機組。此種設計會使得流體流過轉輪兩次，從而獲得額外的效益。當流體離開轉輪後，也能夠帶走轉輪上的雜物並且清理它。橫流式水輪機屬於一種低速裝置，因此其適合安裝於低水頭，高流速的站點。
雖然該圖中為簡單起見僅顯示一座噴嘴，不過最有效益的橫流式水輪機通常會設置有兩座噴嘴，並且其設置位置不會讓水流互相干擾。
橫流式水輪機其構造設計上通常會設有兩座不同容量的水輪機，並且使用相同的軸承。水輪機轉輪具有相同的直徑，但不同的長度，能夠使得在相同水壓下應付不同的體積。更進一步劃分，通常轉輪的建置上，都會以1：2的體積來配置。調節單元部分也精細配置後，其水輪機的上游部分的導向葉片系統能夠提供靈活的操作，使得水輪機僅需要取決於流量多寡來決定是33，66或100％的能量輸出。由於橫流式水輪機相對簡單的結構設計，因此在運轉成本上成本能夠取得低運轉成本的效益。

## 設計資訊

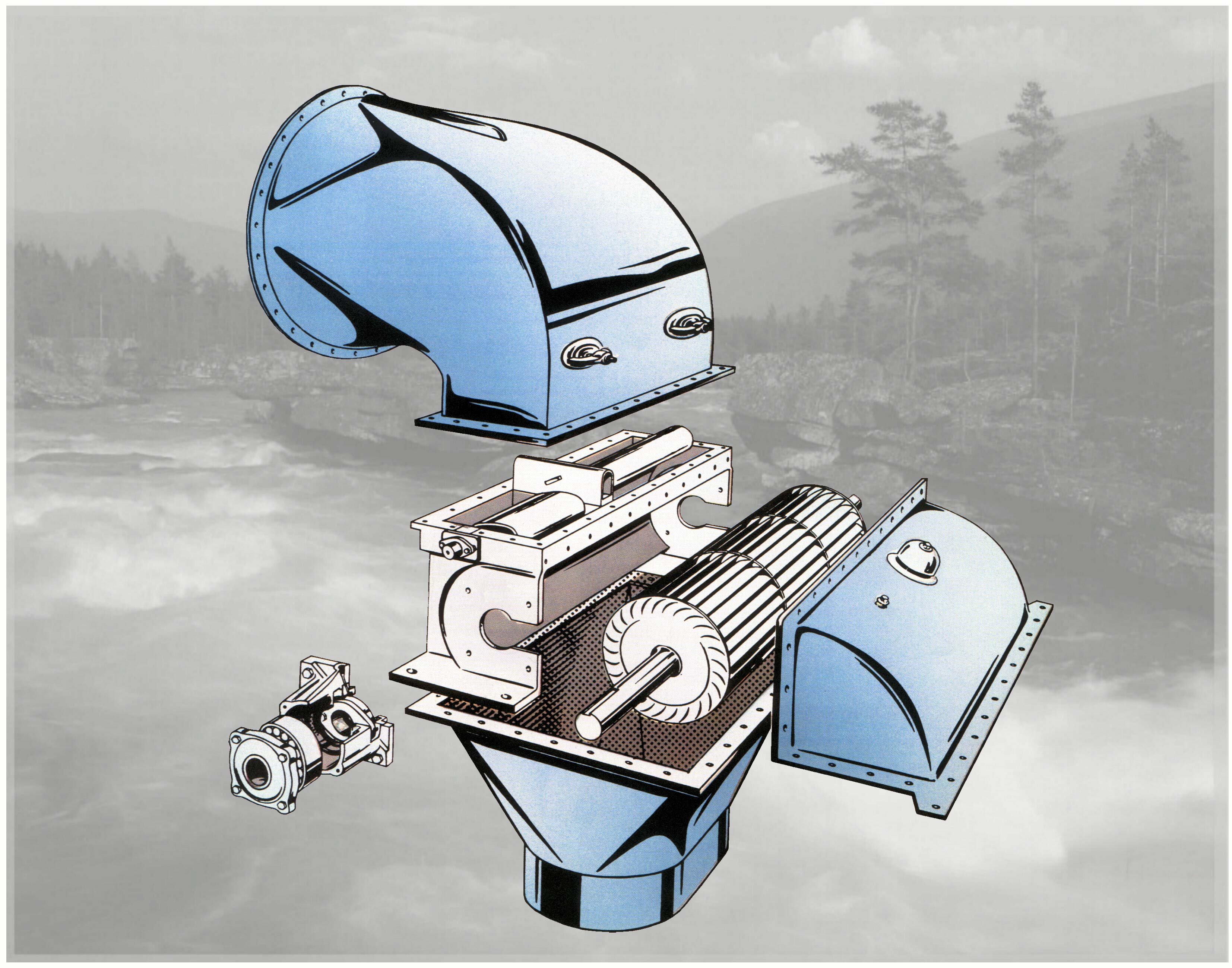
奧斯伯杰水輪機

橫流式水輪機其主要結構上包括一支水平軸承的圓柱形水輪或轉輪，以及設置成沿徑向和切向組成的轉輪扇葉（扇葉數最多37片）。轉輪上扇葉，其邊緣會被削製成尖銳狀，以降低其對水流動的阻力。水輪機扇葉是安裝在部分圓形狀的橫截面之中。其端部會焊接在圓盤殼體上，以形成像倉鼠籠的形狀，也因為這樣的構造，橫流式水輪機有時也被戲稱為“鼠籠水輪機”；其代替了軸承，使得橫流式水輪機具有槽形的鋼扇葉。
水流一開始會先從水輪機外部劉入水輪機之中。水輪機的調節裝置，形如一片扇葉或舌片，來改變水流流入水輪機管路的截面流量。水會透過噴嘴被射向圓柱狀的轉輪。水進入轉輪後，會以約45/120的角度傳遞動能，來推動圓柱狀的扇葉。

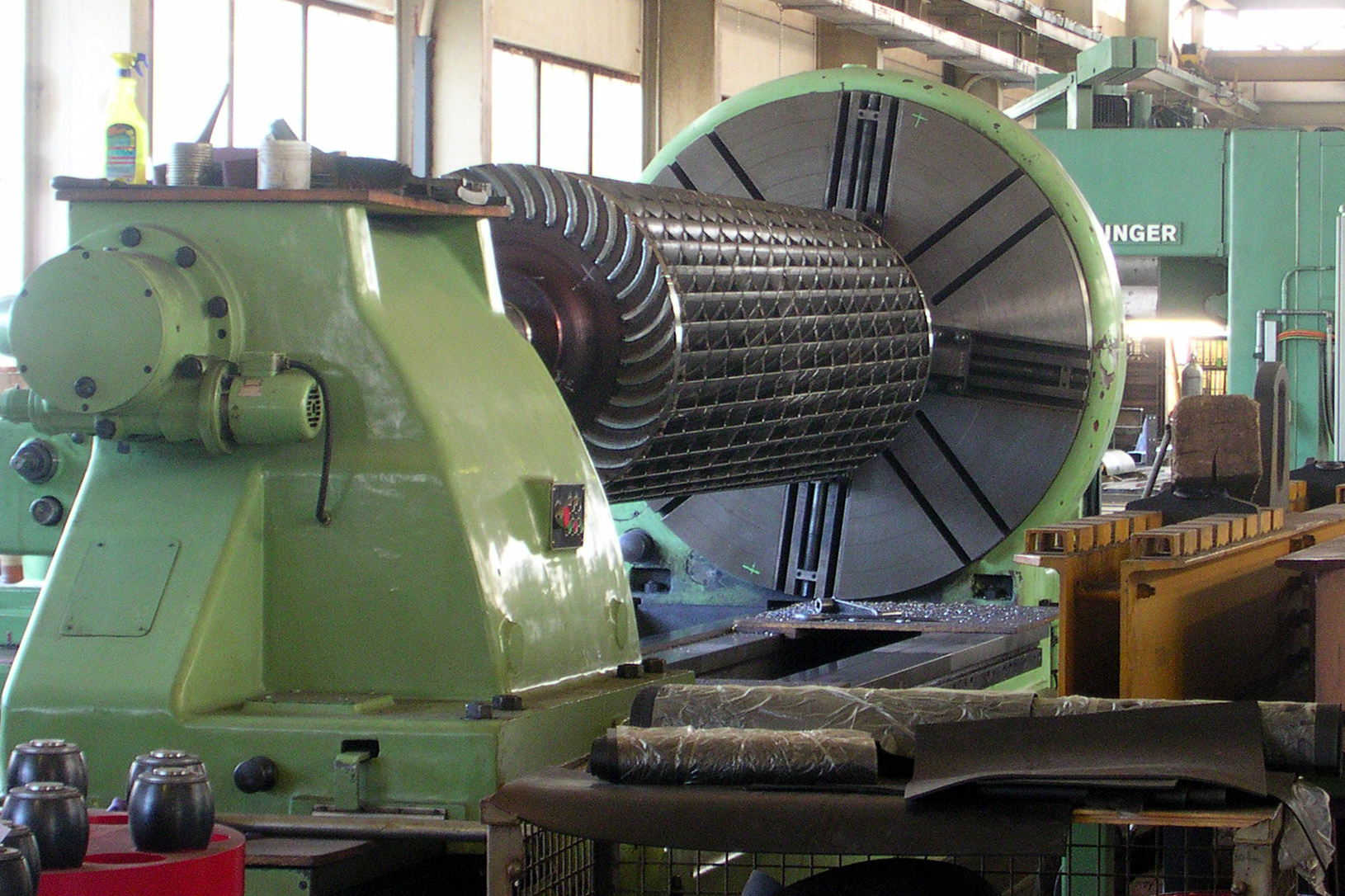
奧斯伯杰水輪機轉輪

調節裝置會依照當下環境中所需要的電力，以及多少可用的水作為基礎來控制進入水輪機的水流量。其控制比率為，水（0-100％）流入到0-100％×30/4扇葉中。水進入到兩個座噴嘴是由兩片導向扇葉來進行節流控制。這些分流和導引水流流動的控制，使得水流能夠進入任何寬度的開口並順利進入轉輪。水輪機機殼邊緣的導向扇葉通常狀況下都為密封的狀態，從而當進水量降低時，扇葉便能夠立即切斷供水。因此，導向扇葉是作為壓力鋼管和水輪機之間的重要閥門。而兩片導向扇葉可透過控制桿來設定，向其自動或手動遙控扇葉的開關狀態。 
水輪機的幾何結構（包含，噴嘴-轉輪-軸承），確保了水射流是有功效的。水會在進入轉輪時作功兩次，但當水進入轉輪後，大部分的功率都被第一轉輪所接收，當水離開水輪機時，僅剩下⅓的能量傳遞到轉輪上。
橫流式水輪機水通過扇葉的通道共為兩個方向：由外往內以及由內往外。大多數的水輪機都會裝有兩座噴嘴，並且會佈置成兩柱噴嘴噴流在轉輪上並且不互相影響運轉。然而，至關重要的要點是，其水輪機，水頭和轉輪速度必須要協調一致。
橫流式水輪機是衝擊式水輪機的類型，因此其在轉輪中的水流壓力是始終保持在恆定狀態的。

## 優勢
橫流式水輪機的運轉最高效率與卡布蘭式水輪機，法蘭西斯式水輪機或佩爾頓式水輪機相比較為弱勢。然而，橫流式水輪機具有在不同的負載環境下，運轉效率曲線相對平穩的優勢。由於橫流式水輪機將轉輪和渦輪室一分為二，因此水輪機在保持其效率的同時，流體流動的負載從1/6變化到最大。
由於它具有造價低廉，和良好的調節的優點，橫流式水輪機主要用於小型和不足兩千千瓦的小型水力發電廠以及水頭高度低於200公尺的站點。
其中，小型的川流式水力發電廠，特別是部份小型河川或季節性河川，它們會有階段性的幾個月，或是幾個季節會有通水量大為減少的時候。這時如果這些發電廠內是安裝橫流式水輪機，其平順的運轉效率曲線能夠讓發電廠擁有比起其他水輪機類型來得更好的全年運轉效率。如果發電廠內所安裝的水輪發電機組具有極高的高峰發電效能，但在某些時段與負載其發電效率不佳之狀況下，這樣的水輪機發電機組比起具有平順效率曲線的橫流式水輪發電機組所收益的全年運轉效率更為慘淡。
由於橫流式水輪機優異的平順負載表現，因此它非常適合安裝於遠端遙控而無人駐守的水力發電廠。並且，其結構簡單使得它比其他類型的水輪機更易於維護；橫流式水輪機，只有三個旋轉組件，而最重要的保養重點上，只有兩個軸承必須要較仔細維護而已。由於其過於簡易的結構設計，因此在維護上，僅只需要安裝站點當地的工程是或是技工便能夠自行維護，不須額外聘請專門工程師或駐廠工程師。
另一個優點是，它可以隨時清潔自己本身，當水離開了轉輪時，由於其自身設計，也會將夾帶在轉輪中的樹葉、草等一併帶走，而不會留在轉輪之中，以防止耗損的狀況。因此，雖然橫流式水輪機相對於於其他種類的水輪機來說效率較低，但相對地更為可靠。橫流式水輪機大部分狀況下，幾乎都不需要清理水輪機轉輪，因為其二次反向的水流以及速度的變化就會把異物帶走，而其他種類的水輪機，雖然擁有較高的運轉效能，但其因為無法自行清除轉輪中異物的缺陷，而導致自身運轉效率會因為轉輪中的異物而耗損。

## 資料來源
1. ↑  E.F. Lindsley, Water power for your home, Popular Science, May 1977, Vol. 210, No. 5 （页面存档备份，存于）, 87-93.

## 外部連結
- Ossberger - Ossberger Turbine （页面存档备份，存于）
- JLA & Co - cross flow Turbine （页面存档备份，存于）
- Entec T15 cross flow Turbine
- IREM - Ecowatt Hydro Turbine （页面存档备份，存于）
- Cross Flow Fans and Cross Flow Wheels （页面存档备份，存于）
- AC-TEC srl Cross Flow Bankì （页面存档备份，存于）